# Liberator (film)
Liberator (ang. Under Siege) – amerykańsko-francuski film sensacyjny z 1992 roku.

## Obsada
- Steven Seagal – Casey Ryback
- Tommy Lee Jones – William Strannix
- Gary Busey – komandor Krill
- Erika Eleniak – Jordan Tate
- Colm Meaney – Doumer
- Patrick O’Neal – kapitan Adams
- Andy Romano – admirał Bates
- Nick Mancuso – Tom Breaker

## Fabuła
Casey Ryback, były komandos przebywa na okręcie USS Missouri (BB-63) jako kucharz. Załoga przygotowuje się do obchodów urodzin kapitana, na których zagra zespół Williama Strannixa, a z tortu wyskoczy dziewczyna "Playboya". Tak naprawdę Strannix to były agent CIA. Razem z drugim oficerem Krillem planują zabić admirała, przejąć przewożony pod pokładem tajny ładunek nuklearny i w ten sposób szantażować prezydenta USA.

## Plenery
- Mobile, Alabama